# Vlaamse Televisie Sterren 2014
De Vlaamse Televisie Sterren 2014 is de zevende editie van de Vlaamse Televisie Sterren waar de Vlaamse Televisie Academie verscheidene programma's en tv-figuren bekroont. De prijsuitreiking werd voor de eerste keer uitgezonden door VIER in productie van deMENSEN. Het evenement vond plaats op 15 maart 2014.
In totaal werden er 15 Televisie Sterren uitgereikt.
Er werd tijdens de liveshow ook hulde gebracht aan de in 2013 of begin 2014 overleden Mimi Peetermans, Ward De Ravet, Piet Balfoort, Rik De Saedeleer, Rudy Dufour, Tony Van den Bosch, Walter Boeykens, en vele anderen. Natalia zong het lied tijdens de hulde.

## Winnaars
| Categorie                                 | Winnaar                           | Genomineerden                            | Uitgereikt door                                                                                         |
| ----------------------------------------- | --------------------------------- | ---------------------------------------- | --- |
| Populairste Televisieprogramma            | Thuis (Eén)                       | De Slimste Mens ter Wereld (VIER)        | Bart De Wever                                                                                           |
| Populairste Televisieprogramma            | Thuis (Eén)                       | Eigen kweek (Eén)                        | Bart De Wever                                                                                           |
| Populairste Televisieprogramma            | Thuis (Eén)                       | Safety First (VTM)                       | Bart De Wever                                                                                           |
| Populairste Televisiepersoonlijkheid      | Tom Waes (Eén)                    | Jeroen Meus (Eén)                        | Philippe Geubels                                                                                        |
| Populairste Televisiepersoonlijkheid      | Tom Waes (Eén)                    | Matteo Simoni (VTM)                      | Philippe Geubels                                                                                        |
| Populairste Televisiepersoonlijkheid      | Tom Waes (Eén)                    | Nathalie Meskens (VTM)                   | Philippe Geubels                                                                                        |
| Beste Acteur                              | Matteo Simoni (Safety First, VTM) | Ben Segers (Safety First, VTM)           | Steven Van Herreweghe                                                                                   |
| Beste Acteur                              | Matteo Simoni (Safety First, VTM) | Bruno Vanden Broecke (Safety First, VTM) | Steven Van Herreweghe                                                                                   |
| Beste Acteur                              | Matteo Simoni (Safety First, VTM) | Wim Willaert (Eigen kweek, Eén)          | Steven Van Herreweghe                                                                                   |
| Beste Actrice                             | Sien Eggers (Eigen kweek, Eén)    | Clara Cleymans (De Ridder, Eén)          | Eva Daeleman & Ozark Henry                                                                              |
| Beste Actrice                             | Sien Eggers (Eigen kweek, Eén)    | Maaike Cafmeyer (Eigen kweek, Eén)       | Eva Daeleman & Ozark Henry                                                                              |
| Beste Actrice                             | Sien Eggers (Eigen kweek, Eén)    | Nathalie Meskens (Connie & Clyde, VTM)   | Eva Daeleman & Ozark Henry                                                                              |
| Beste Presentator                         | Koen Wauters (VTM)                | Erik Van Looy (VIER)                     | Linda De Win & Lesley-Ann Poppe                                                                         |
| Beste Presentator                         | Koen Wauters (VTM)                | Jonas Van Geel (VTM)                     | Linda De Win & Lesley-Ann Poppe                                                                         |
| Beste Presentator                         | Koen Wauters (VTM)                | Otto-Jan Ham (VIER)                      | Linda De Win & Lesley-Ann Poppe                                                                         |
| Beste Presentatrice                       | Kathleen Cools (Eén)              | An Lemmens (VTM)                         | Rhoda Montemayor & Theodosia Tadiar (bekend van Eigen kweek)                                            |
| Beste Presentatrice                       | Kathleen Cools (Eén)              | Cath Luyten (Eén)                        | Rhoda Montemayor & Theodosia Tadiar (bekend van Eigen kweek)                                            |
| Beste Presentatrice                       | Kathleen Cools (Eén)              | Nathalie Meskens (VTM)                   | Rhoda Montemayor & Theodosia Tadiar (bekend van Eigen kweek)                                            |
| Beste Drama                               | Eigen kweek (Eén)                 | Connie & Clyde (VTM)                     | Veerle Baetens                                                                                          |
| Beste Drama                               | Eigen kweek (Eén)                 | Met man en macht (VIER)                  | Veerle Baetens                                                                                          |
| Beste Drama                               | Eigen kweek (Eén)                 | Zuidflank (VTM)                          | Veerle Baetens                                                                                          |
| Beste Realityprogramma                    | Reizen Waes (Eén)                 | 2013 (VIER)                              | Kirsten Janssens & Olga Zelenko (bekend van The Sky is the Limit)                                       |
| Beste Realityprogramma                    | Reizen Waes (Eén)                 | Het Lichaam van Coppens (VTM)            | Kirsten Janssens & Olga Zelenko (bekend van The Sky is the Limit)                                       |
| Beste Realityprogramma                    | Reizen Waes (Eén)                 | Ten oorlog (Eén)                         | Kirsten Janssens & Olga Zelenko (bekend van The Sky is the Limit)                                       |
| Beste Entertainmentprogramma              | The Voice van Vlaanderen (VTM)    | Alleen Elvis blijft bestaan (Canvas)     | Evi Hanssen & Kürt Rogiers                                                                              |
| Beste Entertainmentprogramma              | The Voice van Vlaanderen (VTM)    | De Slimste Mens ter Wereld (VIER)        | Evi Hanssen & Kürt Rogiers                                                                              |
| Beste Entertainmentprogramma              | The Voice van Vlaanderen (VTM)    | Belgium's Got Talent (VTM)               | Evi Hanssen & Kürt Rogiers                                                                              |
| Beste Lifestyleprogramma                  | Dagelijkse kost (Eén)             | Is 't nog ver? (VIER)                    | Kim Clijsters                                                                                           |
| Beste Lifestyleprogramma                  | Dagelijkse kost (Eén)             | Vlaanderen Vakantieland (Eén)            | Kim Clijsters                                                                                           |
| Beste Lifestyleprogramma                  | Dagelijkse kost (Eén)             | Zo Man Zo Vrouw (VIJF)                   | Kim Clijsters                                                                                           |
| Beste Humor- en comedyprogramma           | Safety First (VTM)                | Geubels en de Belgen (VIER)              | Karen Damen & Tristan (5-jarige jongen, bekend van Belgium's Got Talent met zijn act van Gangnam Style) |
| Beste Humor- en comedyprogramma           | Safety First (VTM)                | Scheire en de schepping (VIER)           | Karen Damen & Tristan (5-jarige jongen, bekend van Belgium's Got Talent met zijn act van Gangnam Style) |
| Beste Humor- en comedyprogramma           | Safety First (VTM)                | Wat als? (2BE)                           | Karen Damen & Tristan (5-jarige jongen, bekend van Belgium's Got Talent met zijn act van Gangnam Style) |
| Beste Reportage- en documentaireprogramma | De Rechtbank (VIER)               | Alloo uit de Gevangenis (VTM)            | Pascal Braeckman                                                                                        |
| Beste Reportage- en documentaireprogramma | De Rechtbank (VIER)               | Belpop (Canvas)                          | Pascal Braeckman                                                                                        |
| Beste Reportage- en documentaireprogramma | De Rechtbank (VIER)               | De Kroongetuigen (VTM)                   | Pascal Braeckman                                                                                        |
| Beste Informatieprogramma                 | De Ideale Wereld (VIER)           | Het Journaal (Eén/Canvas)                | Ingrid Lieten                                                                                           |
| Beste Informatieprogramma                 | De Ideale Wereld (VIER)           | Reyers laat (Canvas)                     | Ingrid Lieten                                                                                           |
| Beste Informatieprogramma                 | De Ideale Wereld (VIER)           | VTM Nieuws (VTM)                         | Ingrid Lieten                                                                                           |
| Rijzende ster                             | Otto-Jan Ham (VIER)               | Niet van toepassing                      | Birgit Van Mol & Tom Waes                                                                               |
| Carrièrester                              | Jan Van Rompaey                   | Niet van toepassing                      | Luc Appermont & Hanne Decoutere                                                                         |

## Meeste prijzen en nominaties
| Aantal nominaties | Genomineerde               | Aantal awards |
| ----------------- | -------------------------- | ------------- |
| 5                 | Eigen Kweek                | 2             |
| 5                 | Safety First               | 2             |
| 3                 | Nathalie Meskens           |               |
| 2                 | De Slimste Mens Ter Wereld |               |
| 2                 | Matteo Simoni              |               |
| 2                 | Tom Waes                   | 2             |